# Lijst van voetbalinterlands Afghanistan - Palestina
Deze lijst van voetbalinterlands is een overzicht van alle officiële voetbalinterlands tussen de nationale teams van Afghanistan en Palestina. De landen hebben tot nu toe drie keer tegen elkaar gespeeld. De eerste ontmoeting was een kwalificatiewedstrijd voor het Wereldkampioenschap voetbal 2014 op 29 juni 2011 in Toersoenzoda (Tadzjikistan). De laatste keer dat beide landen tegenover elkaar stonden was op 27 mei 2014 in Malé (Maldiven), in de halve finale van de AFC Challenge Cup 2014.

## Wedstrijden
| № | Plaats       | Datum        | Competitie             | Wedstrijd               | Uitslag |
| - | ------------ | ------------ | ---------------------- | ----------------------- | ------- |
| 1 | Toersoenzoda | 29 juni 2011 | WK 2014 kwalificatie   | Afghanistan − Palestina | 0 − 2   |
| 2 | Ar-Ram       | 3 juli 2011  | WK 2014 kwalificatie   | Palestina − Afghanistan | 1 − 1   |
| 3 | Malé         | 27 mei 2014  | AFC Challenge Cup 2014 | Palestina − Afghanistan | 2 − 0   |

## Samenvatting
| Competitie        | Totaal gespeeld | Winst Afghanistan | Gelijk | Winst Palestina | Doelsaldo Afghanistan – Palestina |
| ----------------- | --------------- | ----------------- | ------ | --------------- | --------------------------------- |
| WK-kwalificatie   | 2               | 0                 | 1      | 1               | 1 − 3                             |
| AFC Challenge Cup | 1               | 0                 | 0      | 1               | 0 − 2                             |
| Totaal            | 3               | 0                 | 1      | 2               | 1 − 5                             |

Wedstrijden bepaald door strafschoppen worden, in lijn met de FIFA, als een gelijkspel gerekend.
FFA · A-internationals · Afghaans vrouwenelftal
1940 - 1949 · 
1950 - 1959 · 
1960 - 1969 · 
1970 - 1979 · 
1980 - 1989 · 
1990 - 1999 · 
2000 – 2009 · 
2010 – 2019
Bangladesh ·
Bhutan ·
Cambodja ·
China ·
Filipijnen ·
Hongkong ·
India ·
Indonesië ·
Irak ·
Iran ·
Japan ·
Jordanië ·
Kirgizië ·
Koeweit ·
Laos ·
Libanon ·
Luxemburg ·
Malediven ·
Maleisië ·
Mongolië ·
Nepal ·
Noord-Korea ·
Oman ·
Pakistan ·
Palestina ·
Qatar ·
Saoedi-Arabië ·
Singapore ·
Sri Lanka ·
Syrië ·
Tadzjikistan ·
Taiwan ·
Thailand ·
Turkmenistan ·
Vietnam ·
Zuid-Korea
PFF · 
Bondscoaches · 
A-internationals · 
Palestijns vrouwenelftal
1953 – 1959 ·
1960 – 1969 ·
1970 – 1979 ·
1980 – 1989 ·
1990 – 1999 ·
2000 – 2009 ·
2010 – 2019 ·
2020 − 2029
Afghanistan ·
Australië ·
Azerbeidzjan ·
Bahrein ·
Bangladesh ·
Bhutan ·
Burundi ·
Cambodja ·
Chili · 
China ·
Comoren ·
Egypte ·
Filipijnen ·
Griekenland ·
Guam ·
Hongkong ·
India ·
Indonesië ·
Irak ·
Iran ·
Japan ·
Jemen ·
Jordanië ·
Kazachstan ·
Kirgizië ·
Koeweit ·
Libanon ·
Libië ·
Malediven ·
Maleisië ·
Marokko ·
Mauritanië ·
Mongolië ·
Myanmar ·
Nepal ·
Noord-Korea ·
Oezbekistan ·
Oman ·
Oost-Timor ·
Pakistan ·
Qatar ·
Saoedi-Arabië ·
Seychellen ·
Singapore ·
Soedan ·
Sri Lanka ·
Syrië ·
Tadzjikistan ·
Taiwan ·
Tanzania ·
Thailand · 
Turkmenistan ·
Verenigde Arabische Emiraten ·
Vietnam ·
Zuid-Korea